# Parte (música)
Parte é a música executada por um instrumento individual ou voz (ou, ainda, grupo de instrumentos ou vozes idênticas) dentro de uma obra. 
O termo pode referir-se também a uma cópia, manuscrita ou impressa, dos trechos da grade orquestral a serem executado por um determinado instrumento ou voz.
A grade orquestral é uma partitura que contém todas as partes dos instrumentos, uma sobre a outra, unidas por colchetes ou chaves. Normalmente, em uma orquestra, os músicos leem apenas a sua parte, enquanto o regente lê a grade. A parte pode conter também as deixas para outros instrumentos, como no caso do quinteto de sopros, em que existem partes separadas para flauta, oboé, clarineta, fagote e trompa.